# Eremophysa laristana
Eremophysa laristana là một loài bướm đêm trong họ Noctuidae.